# Molí d'en Tarrés
El Molí d'en Tarrés és una obra de Santa Cristina d'Aro (Baix Empordà) inclosa a l'Inventari del Patrimoni Arquitectònic de Catalunya.

## Descripció
Construcció formada per dos cossos adossats, la masia i l'antic molí, actualment convertir en restaurant. L'interior de l'antic molí està format per una volta de rajola d'arc poc pronunciat. El conjunt és cobert per una teulada a doble vessant, amb el carener paral·lel a la façana principal. Té diverses obertures, totes elles emmarcades amb pedra i allindades.